# Роман (черниговский князь, XIII век)
Роман (XIII век) — упомянутый на поз.40 Любецкого синодика князь из чернигово-северских Ольговичей.  В летописях не упоминается.

## Происхождение
Согласно традиционной версии, делящей всех упомянутых  на поз.32—41 Любецкого синодика князей на сыновей Владимира Святославича вщижского (ум.1201) и Глеба Святославича черниговского (ум. 1216/19), погибших во время монгольского нашествия (1238—39) — Роман был сыном Глеба Святославича и младшим братом Мстислава, оборонявшего Чернигов осенью 1239 года, и Антония Глебовичей. В этом случае место княжения Романа неизвестно.
По версии Безроднова В. С., Константин, Акинф, Роман и Иван (поз.38—41 Любецкого синодика) были карачевскими князьями и двоюродными братьями Романа и Леонтия брянских и черниговских.

### Генеалогическое древо (предположительно)
- Святослав Всеволодович (1194)
  - Глеб Святославич (1216/19)
    - Мстислав Глебович
    - Антоний
    - Михаил
    - Анисим
    - Роман
    - Иван

## См.также
- Толкования Любецкого синодика